# ハートランド物語
ハートランド物語（ハートランドものがたり）は、アメリカ合衆国の作家ローレンス・ブルックによる競馬を題材にした小説シリーズ。2001年に第一作が刊行され、現在25巻まで刊行されている。カナダでテレビドラマ化された。

## 内容
アメリカ合衆国に、不慮の事故などにより負傷したウマを治癒するための保養厩舎施設「ハートランド」がある。このハートランドにはウマの治癒のために天才的な能力を持つ母と、その娘・エイミーがおり、親子で数多くのウマと出会い、そしてウマを治療し続けてきた。
この作品では将来母のような獣医師を目指そうとするエイミーを中心に、ハートランド牧場で繰り広げられるひととウマのロマンを描いていく。

## 日本語訳された作品
1. 『15歳の夏』
2. 『わたしたちの家』
3. 『別れのとき』
4. 『強い絆』
5. 『吹雪のあとで』
6. 『長い夜』

以上の作品は和訳（訳者・勝浦寿美）され、あすなろ書房より販売されている

## テレビドラマ
カナダで放送後、日本ではグリーンチャンネル（中央競馬専門の衛星放送）で放送されている。